# 1859 год в литературе

## Книги
- «Воспитанница» — пьеса Александра Островского.
- «Гроза» — пьеса Александра Островского.
- «Дворянское гнездо» — роман Ивана Тургенева.
- «Дядюшкин сон» — повесть Фёдора Достоевского.
- «Морской волчонок» — повесть Томаса Майн Рида.
- «Обломов» — роман Ивана Гончарова.
- «Повесть о двух городах» — роман Чарлза Диккенса.
- «Село Степанчиково и его обитатели» — повесть Фёдора Достоевского.
- «Семейное счастие» — роман Льва Толстого.

## Родились
- 18 февраля — Шолом Алейхем, российский еврейский писатель, классик литературы на идиш (умер в 1916).
- 8 марта — Кеннет Грэхем, английский писатель (умер в 1932).
- 26 марта — Альфред Эдвард Хаусман, английский поэт (умер в 1936).
- 2 мая — Джером К. Джером, английский писатель-юморист (умер в 1927).
- 22 мая — Артур Конан Дойл, английский писатель (умер в 1930).
- 15 июня – Ганс Берглер, австрийский писатель (умер 1912).
- 4 августа — Кнут Гамсун, норвежский писатель (умер в 1952).
- 3 октября — Коста Леванович Хетагуров, основоположник осетинской литературы, поэт, просветитель, скульптор, художник (умер в 1906).
- 18 октября — Анри Бергсон, французский философ и лауреат Нобелевской премии по литературе 1927 (умер в 1941).
- Джеймс Уиллард Шульц, американский писатель (умер в 1947).

## Умерли
- 3 января — Игнатий Бадени, польский писатель и переводчик  (родился в 1786).
- 23 февраля — Зыгмунт Красинский, польский поэт (родился в 1812).
- 22 марта — Ахмет Ариф Хикмет Бей Эфенди, турецкий поэт (родился в 1786).
- 24 апреля — Ян (Иван) Глюксберг, польский книгоиздатель, типограф и общественный деятель (род. 1793).
- 13 сентября — Фаддей Венедиктович Булгарин, русский писатель, критик, издатель (родился в 1789).